# Giuseppina Leone
Pour les articles homonymes, voir Leone.

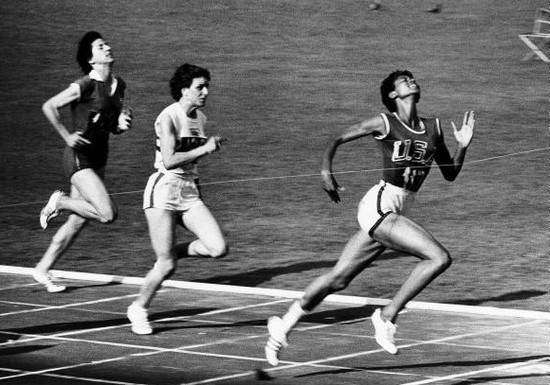
Giuseppina Leone derrière Wilma Rudolph et Dorothy Hyman

Giuseppina Leone est une ancienne athlète italienne née le 21 décembre 1934 à Turin. Aux Jeux olympiques d'été de 1960 à Rome, elle a remporté la médaille de bronze du 100 mètres derrière l'Américaine Wilma Rudolph et la Britannique Dorothy Hyman. 
En 1954, elle avait fait partie du relais 4 × 100 mètres italien qui remporta la médaille de bronze aux championnats d'Europe à Berne. En 1956, elle établit un record d'Europe sur 100 m en 11 s 4.

## Palmarès

### Jeux olympiques
- Jeux olympiques 1960 à Rome  Italie
  -  Médaille de bronze sur 100 m

### Championnats d'Europe
- Championnats d'Europe d'athlétisme de 1954 à Berne ( Suisse)
  - 4e sur 100 m
  -  Médaille de bronze en relais 4 × 100 m
- Championnats d'Europe d'athlétisme de 1958 à Stockholm ( Suède)
  - 5e sur 100 m